# Michail Wassiljewitsch Kriwoschlykow

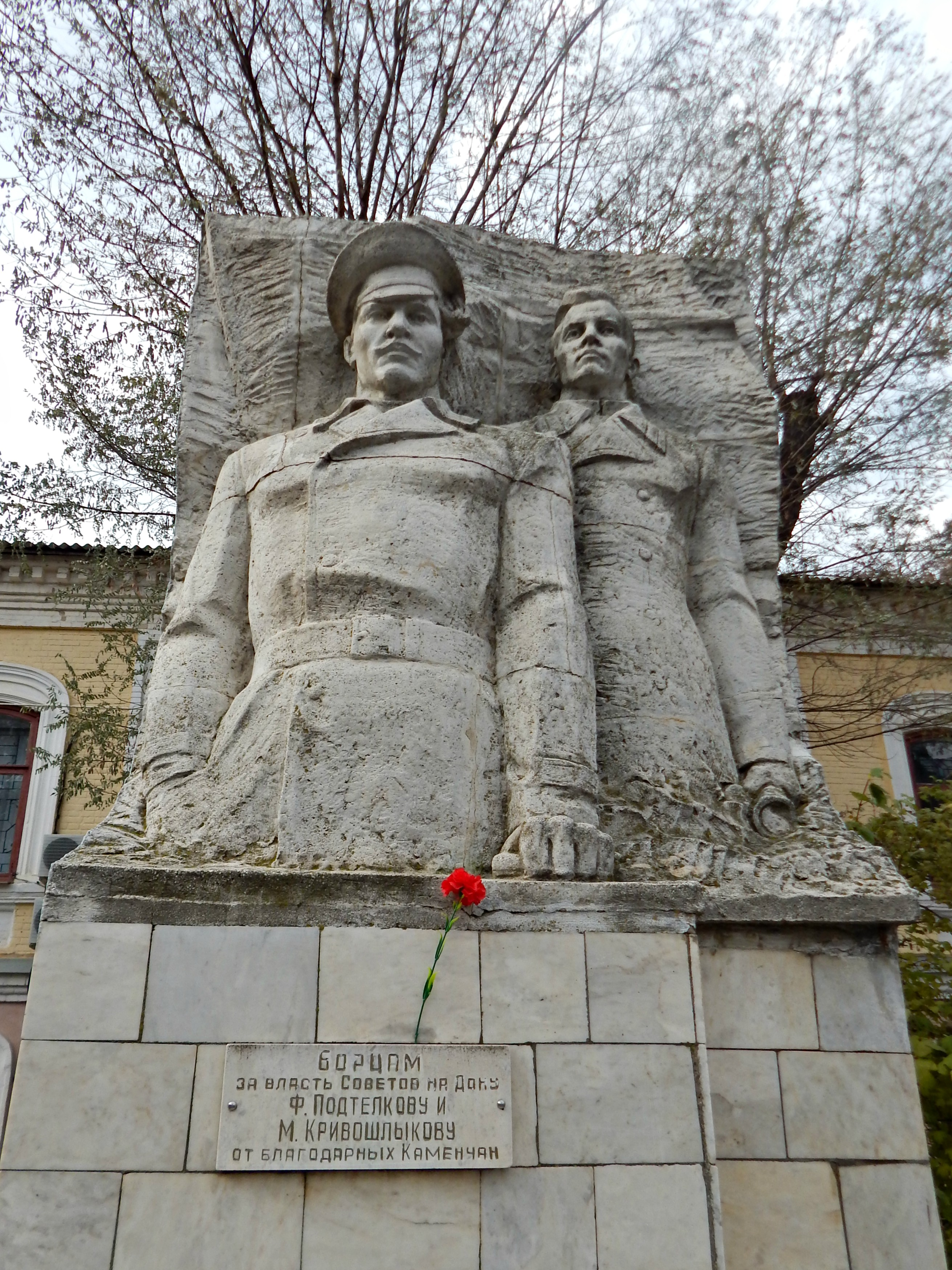
Denkmal für Podtjolkow und Kriwoschlykow (rechts)

Michail Wassiljewitsch Kriwoschlykow (russisch Михаил Васильевич Кривошлыков; * 1894 in Chutor Uschakow; † 24. Mai 1918) war ein russischer Revolutionär.
Kriwoschlykow war 1917 aktiver Teilnehmer am Kampf um die Sowjetmacht am Don. Im April 1918 wurde er Mitglied des Zentralexekutivkomitees und Volkskommissar der Sowjetrepublik des Dongebietes.
Am 24. Mai 1918 wurde er aufgrund eines Verrats an der Spitze einer revolutionären Abteilung gefangen genommen und von Weißgardisten zusammen mit F. G. Podtjolkow gehängt.